# Tyler Tomkinson
Tyler Tomkinson, né le 23 novembre 2004 à Brisbane, est un coureur cycliste australien.

## Biographie
Tyler Tomkinson est formé au Balmoral Cycle Club, dans la banlieue australienne de Brisbane. Lors de la saison 2022, il prend la deuxième du championnat d'Océanie du contre-la-montre chez les juniors (moins de 19 ans). Il participe également à ses premières compétitions sur le territoire européen, sous les couleurs de l'U19 Academy La Pomme Marseille. Avec cette formation, il se fait remarquer au niveau international en terminant troisième de la Vuelta Ribera del Duero, derrière António Morgado et Andrew August. 
En 2023, il rejoint l'équipe continentale ARA-Skip Capital. Alors qu'il demeure relativement inexpérimenté sur piste, il crée la surprise en devenant champion d'Australie de la course aux points. Il se classe également douzième et meilleur jeune du Tour du lac Poyang, tout en ayant terminé troisième d'une étape. Tyler Tomkinson intègre ensuite un club français implanté à Martigues en 2025. Sous ses nouvelles couleurs, il finit troisième du Tour d'Estrémadure, après s'être imposé sur son étape inaugurale. 

## Palmarès sur route

### Par année
- 2022
  -  Médaillé d'argent du championnat d'Océanie du contre-la-montre juniors
  - 3e de la Vuelta Ribera del Duero
- 2025
  - 2e épreuve du Tour de l'Ardèche Méridionale
  - 1re étape du Tour d'Estrémadure
  - 3e du Tour d'Estrémadure

### Classements mondiaux
| Année                                 | 2023  | 2024  |
| ------------------------------------- | ----- | ----- |
| Classement mondial                    | 2667e | 2730e |
| UCI Oceania Tour                      | 113e  | 118e  |
|                                       |       |       |
| Légende : nc = non classéSource : UCI |       |       |

## Palmarès sur piste

### Championnats nationaux
- 2023
  -  Champion d'Australie de course aux points